# Barnin
Barnin is een gemeente in de Duitse deelstaat Mecklenburg-Voor-Pommeren, en maakt deel uit van de Landkreis Ludwigslust-Parchim.
Barnin telt 469 inwoners.

## Indeling gemeente
De gemeente bestaat uit de volgende Ortsteile:

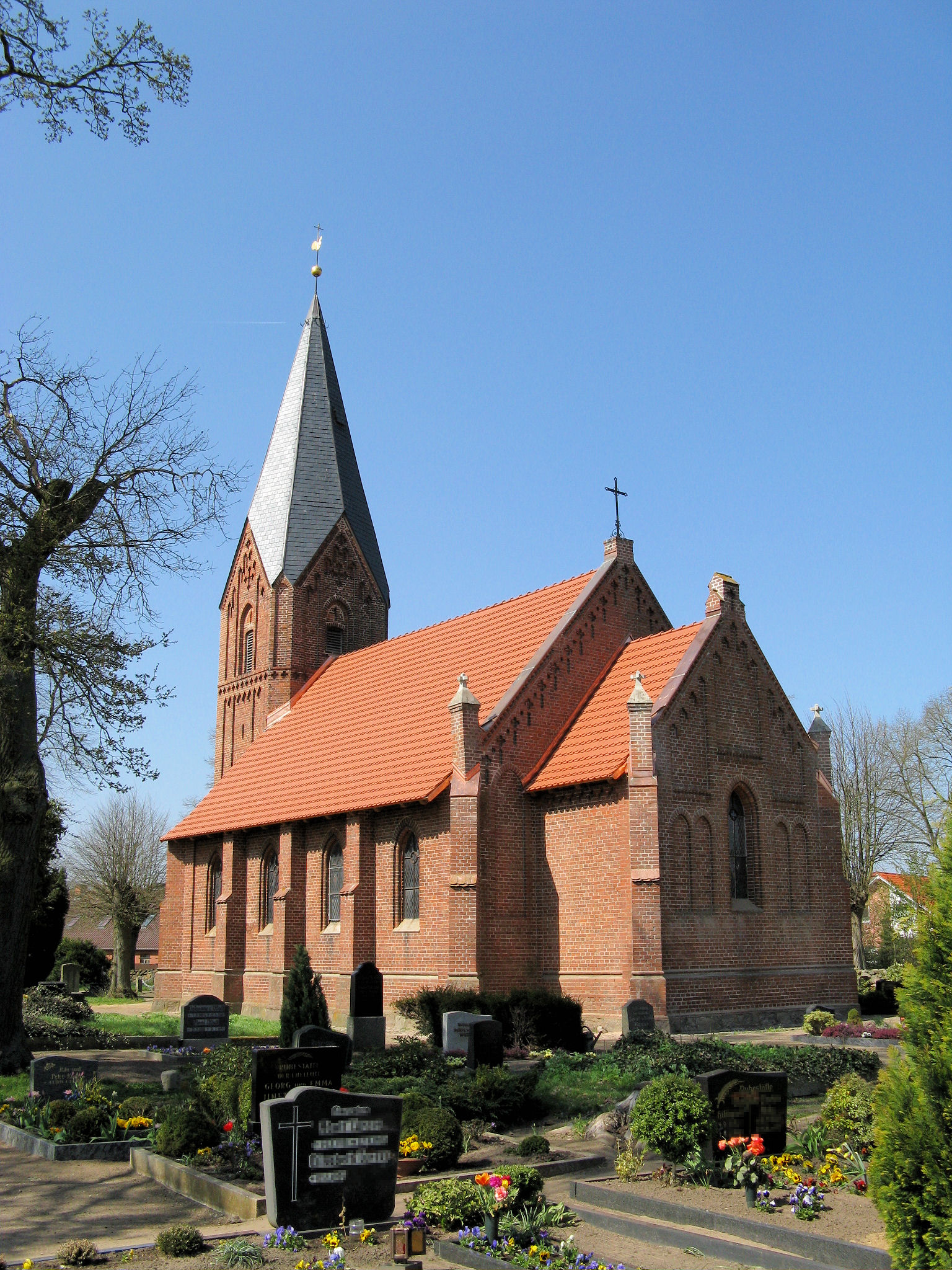
Kerk van Barnin

- Barnin
- Hof Barnin, sinds 1-4-1938